# جعل اسناد در ایران
درایران، جعل یک سند، دردو شکل اساسی، به صورت «جعل مادی» و «جعل معنوی» تعریف می‌شود. جعل مادی به تغییر ظاهری یک سند با استفاده از روش‌های فیزیکی مانند برش یا تراش آن گفته می‌شود وجعل معنوی به تغییر مفاد یک سند گفته می‌شود. 

## قوانین
در قوانین ایران هر تغییری در اسناد جرم نیست بلکه تغییر با حیله و نیرنگ و باعث ضرر به دیگری جعل اسناد محسوب می‌شود. مواد ۵۲۳ تا ۵۴۲ قوانین مجازات اسلامی درایران مجازات‌هایی را برای جاعلین اسناد در نظر گرفته‌است . این مجازات‌ها شامل مجازات‌های نقدی و زندان می‌شود و در مواردی از جمله جعل دستخط رهبر و دیگر مقامات ایران، جعل چک ویا اسناد ادرات حکومتی ویا مدارک تحصیلی، اعمال می‌شود. مجازات جعل مدارک فارغ التحصیلی دانشگاه‌ها داخل یا خارج از ایران یا استفاده از این اسناد مجعول به استناد ماده ۵۲۷ قانون مجازات اسلامی حبس از یک سال تا ۳ سال می‌باشد.

## روش‌های تشخیصی
از روش‌های مختلفی برای تشخیص اسناد جعلی استفاده می‌شود که شامل روش‌های زیر می‌شود:
- روش فیزیکی:از نور ماوراءبنفش برای مشاهده تغییر یا حذف اسناد نوشته شده با خودنویس و تشخیص لومیناس (نخ پول) چک و پول استفاده می‌شود از اشعه مادون قرمز نیز برای تشخیص زمان امضای جعل شده یا برای موارد تشخیصی در اسناد نیمه سوخته(نوشته‌ای که به رنگ خاکستری درآمده باشد) استفاده می‌شود.
- روش شیمیایی:برای تشخیص تجانس دو نمونه خطی یک سند، از آزمایش «توفل آنالیز» استفاده می‌کنند. همچنین برای ظهور آثار یا خطوطی که در شناسنامه‌ها یا اسناد رسمی با جوهر نوشته می‌شود از آزمایش «سولفوسیانورپتاسیم» استفاده می‌گردد.
- گرافولوژی:گرافولوژی، روانشناسی خط وامضاء می‌باشد که از طریق آن می‌توان تشخیص داد که فرد امضاء‌کننده در شرایط عادی سند راامضاء کرده یا تحت فشار روحی بوده‌است.

#### انواع جعل اسناد در ایران

##### جعل اسناد هویتی
این نوع از جعل مربوط به هر گونه مدرک شناسایی که برای شناسایی فرد استفاده می شود. از جمله این مداکر می توان به شناسنامه، کارت ملی، گذرنامه، کارت پایان خدمت و... می باشد که جعل هر کدام از این مدارک جرم محسوب می شود.

##### جعل مدرک شناسایی صنفی
این نوع از مدارک مربوط به احراز هویت فرد در سازمان مربوطه می شود مثل سازمانی که برای شناسایی اعضای خود کارت شناسایی صدور می کند و هدف از صدور آن مشخص شدن شغل و حد اختیارات شخص است. جعل این گونه مدارک نیز جرم محسوب می شود. 

## میزان گستردگی
مقامات قضایی ایران آمار جعل اسناد را روبه رشد می‌دانند یک از مقامات قضایی ایران اعلام کرده‌است تنها در یک دادسرا حدود ۸ هزار پرونده جعل سند وجود دارد.

## پرونده‌های مهم
در سال ۱۳۸۷ بزرگترین باند جعل اسناد در تاریخ ایران کشف شد. این باند در استان خوزستان فعالیت می‌کرد. همچنین طرح موضوع مدرک جعلی علی کردان که منجر به استیضاح وبرکناری او شد بازتاب فروانی در سطح جهانی داشت بطوری که مطابق با تحقیق خبر گزاری رسمی ایران میزان جستجوی اینترنتی در مورد علی کردان به زبان انگلیسی، با میزان جستجوی اینترنتی واقعه یازده سپتامبر قابل مقایسه بوده‌است.

## ضعف‌ها
مقامات قضایی ایران اعلام کردند که دستگاه قضایی ایران با کمبود کارشناس جعل الکترونیکی مواجه می‌باشد و اعلام کرده‌اند که این موضوع مشکلات زیادی برای دستگاه قضایی ایجاد کرده‌است در ایران بررسی پرونده‌های جعل الکترونیکی به کارشناسان نرم‌افزار ارجاع می‌شود.